# Scandicci
Scandicci – miejscowość i gmina we Włoszech, w regionie Toskania, w prowincji Florencja.
Według danych na rok 2004 gminę zamieszkiwało 49 837 osób, 844,7 os./km².
W miejscowości znajduje się Kościół św. Bartłomieja Apostoła.

## Miasta partnerskie
- Frankfurt nad Odrą
- Pantin
- Sarajewo